# 乙女鉱山
乙女鉱山（おとめこうざん）は、山梨県牧丘町（現山梨市）にあった鉱山である。1981年閉山。
関東大震災により明治時代の資料が焼失するなど現存する資料が少なく、開山時の状況は不明な点が多いが、1821年（文政4年）に水晶を採掘した記録が確認できる最古の記録である。明治時代からはタングステンの採掘を開始し、第二次世界大戦中はモリブデンも採掘、戦後は珪石の採掘が中心となった。

## 概要
乙女という名はこの鉱山で採れる、タングステンの鉱物を運ぶのが女性であったからだと言われている。若い男性は坑内で鉱石を掘り、年老いた女性は鉱石の選別、そして若い女性は鉱石を運ぶという役割があったという。この鉱山では、灰重石の仮晶となった鉄重石、石英などが採れた。この石英は光学ガラスに使われていた。また、ここの水晶は商品価値を高めるために、塩酸で洗い､周りについている鉱物を落としていた。
堀秀道は、日本では珍しいコサラ鉱を発見したが、鉱山側に入っていたバケツごと廃棄されたという。後に、コサラ鉱同様に希産のイゾクレーク鉱の産出も堀らにより確認された。
閉山後は学術調査以外立ち入り禁止となっているが、盗掘目的での不法侵入が後を絶たないという。